# Hacquetia epipactis
Hacquetia es un género monotípico de plantas de la familia Apiaceae. Su única especie: Hacquetia epipactis. 

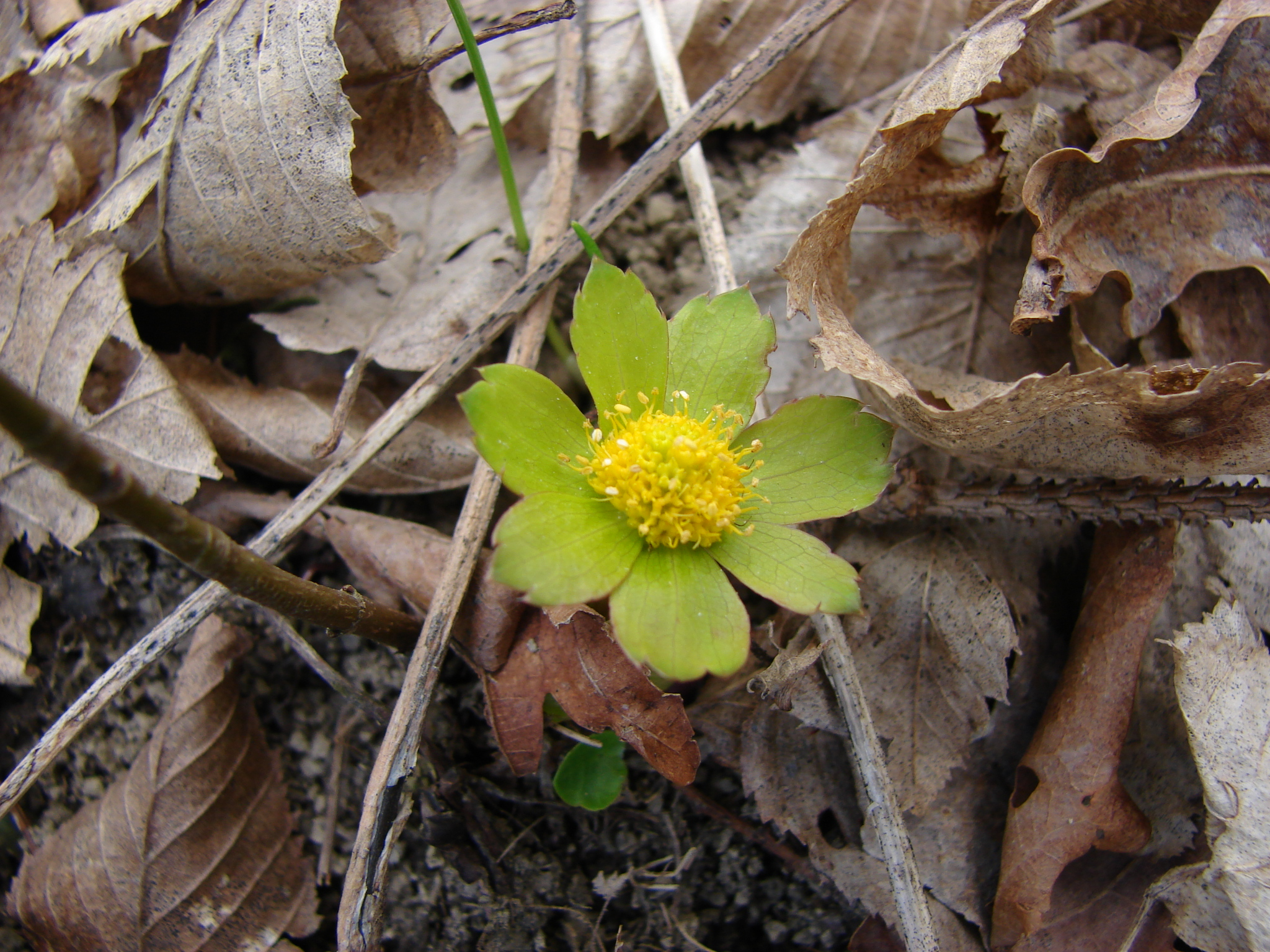
En su hábitat

## Descripción
Es una planta ornamental  nativa de Europa. Crece sólo hasta unos 5-10 cm de altura y es fácil de cultivar. Esta planta tolera el sol parcial a plena sombra y más comúnmente tiene flores amarillas.

## Taxonomía
Hacquetia epipactis fue descrita por Augustin Pyrame de Candolle y publicado en Prodromus Systematis Naturalis Regni Vegetabilis 4: 85. 1830.
Sinonimia
- Astrantia epipactis Scop.
- Dondia epipactis Spreng.
- Dondisia epipactis Rchb.
- Sanicula epipactis E.H.L.Krause[3]